# Condado de Clare (Michigan)
O Condado de Clare é um dos 88 condados do estado americano de Michigan. A sede do condado é Harrison, e sua maior cidade é Harrison.
O condado possui uma área de 1 490 km² (dos quais 22 km² estão cobertos por água), uma população de 31 252 habitantes, e uma densidade populacional de 21 hab/km² (segundo o censo nacional de 2000). O condado foi fundado em 1826.